# Georges Jacquot
Georges Jacquot (* 19. November 1904 in Audincourt; † 25. September 1970 in Marseille) war ein französischer römisch-katholischer Geistlicher und Erzbischof von Marseille.

## Leben
Georges Jacquot besuchte zunächst das Knabenseminar in Besançon und das Seminar in Favernay. Danach studierte er Theologie in Besançon. Die Priesterweihe empfing er am 16. Juli 1929 und wirkte danach 13 Jahre lang als Lehrer am Seminar La Consolation in Besançon. Später wurde er Inspektor der Kleinen Seminare im Erzbistum Besançon und Generalvikar.
Am 20. März 1959 wurde er zum Titularbischof von Irenopolis in Cilicia und Koadjutorbischof im Bistum Gap ernannt. Die Bischofsweihe spendete ihm am 30. September 1959 der Erzbischof von Besançon Marcel-Marie-Joseph-Henri-Paul Dubois; Mitkonsekratoren waren Auguste-Callixte-Jean Bonnabel, Bischof von Gap, und Emile-Charles-Raymond Pirolley, Bischof von Nancy. Am 18. Januar 1961 übernahm er von Bischof Bonnabel den bischöflichen Sitz von Gap. Er nahm an allen vier Sessionen des Zweiten Vatikanischen Konzils teil.
Papst Paul VI. berief ihn am 1. November 1966 zum Erzbischof von Marseille.
Georges Jacquot starb nach kurzer, schwerer Krankheit und wurde in der Krypta der Kathedrale von Marseille beigesetzt.

## Veröffentlichungen
- Un grand évêque de Gap, Mgr. Depéry, 1796–1861. Gap 1962.